# Frank De Winne
Frank De Winne (* 25. dubna 1961 v Gentu v Belgii) je od ledna 2000 belgický astronaut, člen oddílu astronautů ESA. Roku 2002 vzlétl na palubě ruské kosmické lodi Sojuz TMA-1 k Mezinárodní vesmírné stanici (ISS) na týdenní návštěvu. V roce 2009 se stal členem dlouhodobé posádky ISS (Expedice 20 a 21).

## Život

### Vojenský pilot
Frank De Winne roku 1984 ukončil Královskou vojenskou akademii v Bruselu. Poté sloužil v belgickém vojenském letectvu, dosáhl kvalifikace zkušebního pilota. Nálet na různých typech letadel má 2300 hodin.

### Kosmonaut
Už roku 1991 byl jedním z pěti belgických finalistů druhého výběru ESA. Tehdy za Belgii mezi evropské astronauty postoupila Marianne Merchezová. De Winne se astronautem oddílu ESA stal až v lednu 2000.

#### První let
V srpnu 2001 zahájil výcvik v ruském Středisku přípravy kosmonautů. V listopadu téhož roku byl začleněn do posádky 4. návštěvní expedice (EP 4) na Mezinárodní vesmírnou stanici (ISS). Posádka ve složení: velitel Sergej Zaljotin, palubní inženýr 1 Frank De Winne a palubní inženýr 2 Jurij Lončakov neprodleně zahájila přípravu. Vlastní dohoda o letu belgického kosmonauta (program Odissea) byla podepsána až 18. dubna 2002.
Do vesmíru odstartovali z kosmodromu Bajkonur 30. října 2002 v Sojuzu TMA-1. Hlavním úkolem letu byla záměna lodi Sojuz, sloužící jako záchranná loď ISS. Po týdenním pobytu na ISS se trojice 10. listopadu 2002 vrátila na Zem na palubě Sojuzu TM-34 po 10 dnech, 20 hodinách a 52 minutách letu.
V srpnu 2006 byl určen náhradníkem Léopolda Eyhartse (Expedice 16, start STS-122, přistání STS-123). Let Eyhardse proběhl v únoru – březnu 2008.

#### Druhý let
V srpnu 2007 byl zařazen do Expedice 20, přičemž v červenci 2008 byl jmenován velitelem Expedice 21.
Dne 27. května 2009 odstartoval z kosmodromu Bajkonur v kosmické lodi Sojuz TMA-15. Spolu s ním byli na palubě ruský kosmonaut Roman Romaněnko – velitel lodi a Robert Thirsk z Kanadské kosmické agentury (CSA). Cílem letu byla Mezinárodní vesmírná stanice (ISS) u které Sojuz přistál 29. května 2009. Posádka Sojuzu TMA-15 rozšířila počet kosmonautů ISS na 6, De Winne v dlouhodobé posádce Expedice 20 zaujal pozici palubního inženýra.. Od 11. října 2009 přešel do Expedice 21 jako první evropský velitel ISS. Dne 1. prosince 2009 v Sojuzu TMA-15 přistál na Zemi po 187 dnech, 20 hodinách a 41 minutách letu a mise i pro De Winneho úspěšně skončila.
Frank De Winne je ženatý, má tři děti.

## Vyznamenání
- důstojník Řádu Leopoldova
- důstojník Řádu koruny
- důstojník Řádu Leopolda II.
- Vojenský kříž I. třídy
- důstojník Řádu dynastie Oranžsko-nasavské – Nizozemsko, 1999
- Řád přátelství – Rusko, 27. května 2003 – za úspěšnou realizaci kosmického letu na Mezinárodní vesmírnou stanici a posílení rusko-belgické spolupráce[6]